# Machal
Machal (Hebraisk: מח"ל) er et jødisk akronym, som betyder frivillige fra udenfor Israel (Hebraisk: מתנדבי חוץ לארץ, translitteration: Mitnadvei CHutz Laaretz) og bruges til at bekrive de jødiske og ikke-jødiske frivillige, som kæmpede i det israelske forsvar, men beholdt deres statsborgerskab fra deres oprindelsesland.
I årene 1947-49 deltog henved 3.500 unge mænd og kvinder fra 43 lande som frivillige på den jødiske side i det, der senere skulle kendes som Israels uafhængighedskrig. Først som indrullerede i de illegale jødiske undergrundshære, Haganah, Irgun eller Lehi, og efterfølgende som hvervede soldater i Israels officielle hær, Israel Defense Forces (IDF).
En beskeden del var trænede soldater, idet disse under 2. verdenskrig havde været i aktiv tjeneste enten i amerikanske eller canadiske uniformer, i Den Jødiske Brigade eller i andre afdelinger af De Allieredes hære. Disse frivillige blev ved ankomsten til det daværende Palæstina omgående udnævnt til officerer eller befalingsmænd.
Men den største del af de frivillige var aldeles uden militær erfaring. Ved ankomsten til fronten et par timer senere befandt disse unge mennesker sig midt i en blodig krig i kamp mod fem arabiske hære. Mens hovedparten af de 3.500 frivillige på israelsk side var amerikanere, briter, canadiere eller franskmænd, var 40 fra Danmark.
Fem af danskerne var kvinder og 35 mænd. Fem af de 40 var ikke-jøder. I foråret 1949 var de alle afmønstret. Enkelte blev for at være med i opbygningen af den nye jødiske stat. Men de fleste rejste hjem til Danmark.
Af de mere kendte danskere, der kæmpede i uafhængighedskrigen, kan nævnes Herbert Pundik.
| Historie | Spire Denne historieartikel er en spire som bør udbygges. Du er velkommen til at hjælpe Wikipedia ved at udvide den. |